# Saint-Just-en-Chevalet
Saint-Just-en-Chevalet é uma comuna francesa na região administrativa de Auvérnia-Ródano-Alpes, no departamento de Loire. Estende-se por uma área de 29,19 km². Em 2010 a comuna tinha 1 176 habitantes (densidade: 40,3 hab./km²).